# مسجد أدهم باي
مسجد أدهم بك (بالألبانية: Xhamia e Et'hem Beut)‏ هو مسجد يعود إلى القرن ال18 يقع في وسط العاصمة الألبانية تيرانا. تم إغلاقه في ظل الحكم الشيوعي، المسجد أعيد فتحه كدار للعبادة في عام 1991، دون الحصول على إذن من السلطات.

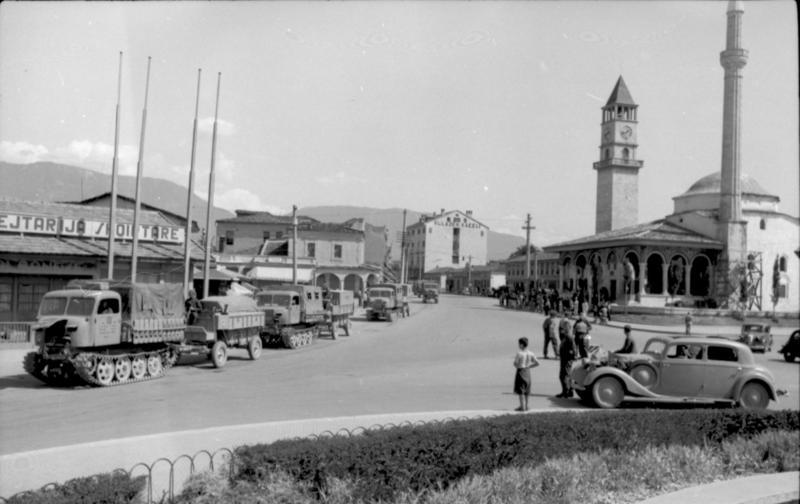
المسجد في سنة 1943

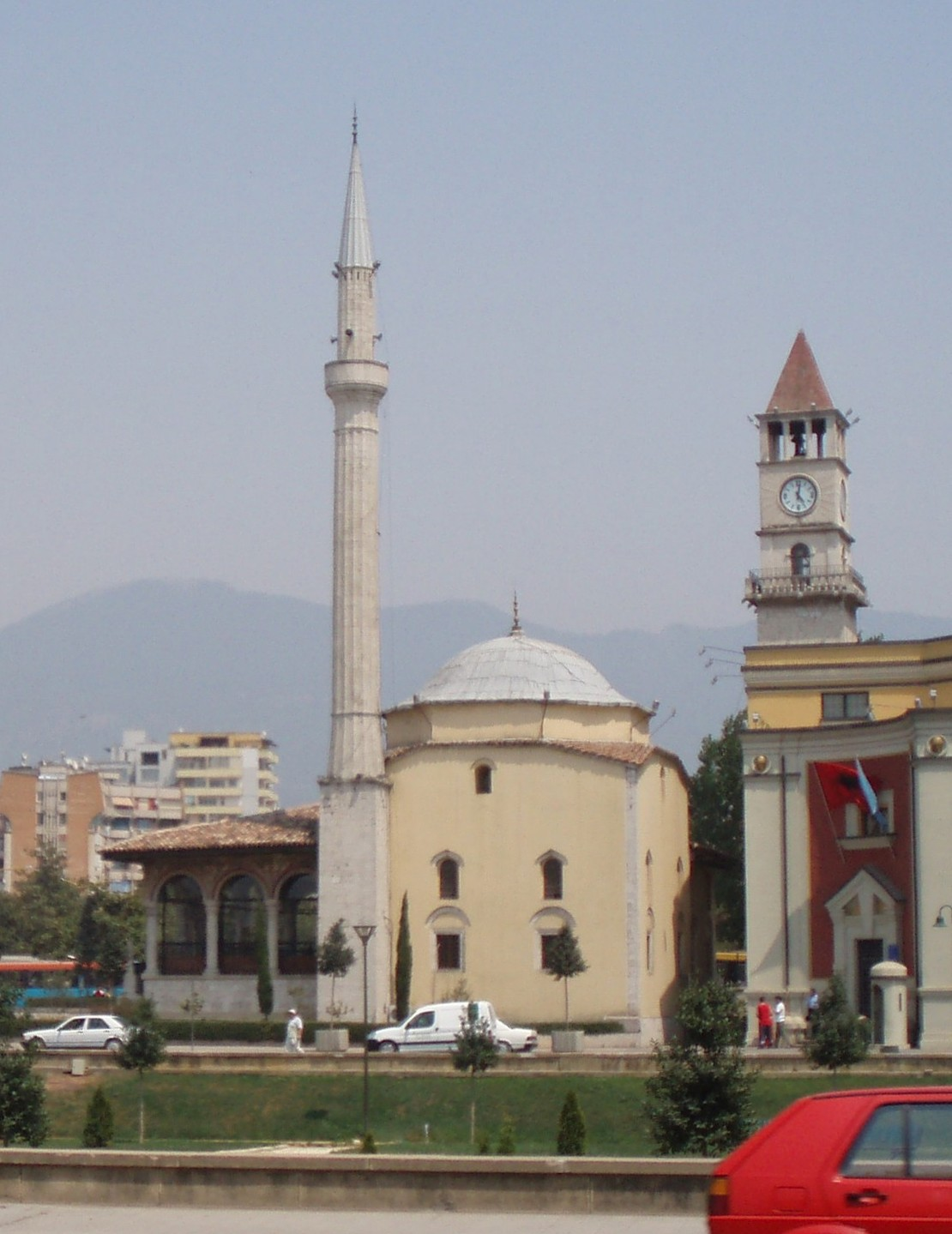
الإضاءة في الليل

## انظر أيضًا

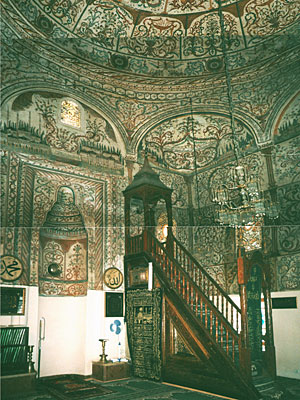
داخل المسجد